# Kumaon (stato)
Il regno di Kumaon (anche stato di Kumaon o Kemaon) fu uno stato principesco del subcontinente indiano, avente per capitale la città di Almora.

## Etimologia
Il nome di Kumaon si crede sia derivato da Kurmanchal, che significa terra di Kurma Avatar (l'incarnazione di Vishnu in forma di tartaruga).

## Storia

### Storia antica
Le prime notizie su Kumaon sono riportate in scritture indù come il Manaskhand, secondo il quale la regione era ritenuta il luogo di nascita della forma Kurmavtar del dio indù Vishnu.
Ad Almora ed a Nainital sono stati trovati reperti dell'età della pietra. Inizialmente le prime tribù di Kol si installarono nella regione, e poi subirono ondate di invasioni da parte di Kirat, Khasas e indo-sciti.

### Dinastia Katyuri
Attorno al 700 circa, la dinastia Katyuri assurse al potere nella regione con Vasu Dev che fu il fondatore dello stato di Kumaon. La capitale era all'epoca Kartikeyapura (attuale Baijnath).
Al massimo del suo potere, la dinastia Katyuri di Kumaon estendeva i propri domini dal Nepal sino a Kabul prima di frammentarsi in numerosi principati minori nel XII secolo. Si crede che il crollo della dinastia sia iniziato sotto i regni di Dhan Dev e Vir Dev. Quest'ultimo in particolare era solito imporre una pesante tassazione e costringere il suo popolo a lavorare gratuitamente per lui, esercitando una forma vera e propria di tirannia.

### La dinastia Chand

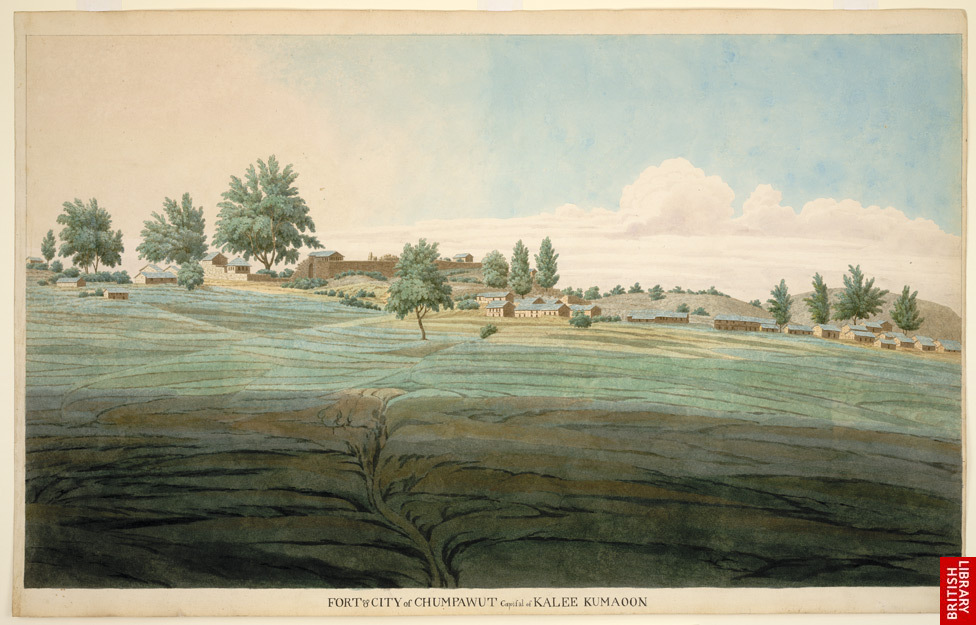
Il forte dei sovrani della dinastia Chand a Champawat, allora capitale del regno di Kumaon

Nel X secolo, la dinastia Chand prese il potere sul regno. Som Chand continuò a mantenere il nome tradizionale del principato, ma spostò la capitale a Champawat. Vennero costruiti tra il XI e il XII secolo i templi di Baleshwar e Nagnath. Durante questo periodo si diffuse la scuola di pittura e l'arte Pahari nella regione.

### Conflitti e battaglie
Sul finire del XVII secolo, i re di Kumaon attaccarono il regno di Garhwal. Nel 1688, Udyot Chand eresse diversi templi ad Almora, inclusi Tripur Sundari, Udyot Chandeshwar e Parbateshwar, per rimarcare la sua vittoria sui Garhwal e sullo stato di Doti che si era alleato contro di lui. Gyan Chand, asceso al trono di Kumaon nel 1698, invase nuovamente lo stato di Garhwal, attraversando il fiume Ramganga e saccheggiando Sabli, Khatli e Sainchar. Nel 1701, Fateh Shah entrò a Chaukot, a Talla Chaukot, a Malla Chaukot ed a Bichla Chaukot, nonché nella valle del Gewar (regione di Chaukhutia, a Masi ed a Dwarahat come risposta. Le forze kumaoni sconfissero i garhwali nella battaglia di Duduli (presso Melchauri, nel Garhwal). Nel 1707, i kumaoni annessero Juniyagarh e razziarono l'antico forte di Chandpur Garhi, capitale del regno di Garhwal.
Durante il regno di Baz Bahadur Chand le forze kumaoni invasero il Tibet e presero possesso del Lago Manasarovar, meta di pellegrinaggi per i fedeli indù, assieme a diversi forti. Il sovrano fece inoltre costruire il tempio di Golu Devata a Ghorakhal, presso Bhimtal, dopo che Golu, un generale del suo esercito, morì valorosamente in battaglia. Alcuni anni dopo, Jagat Chand (1708–20), invase il Garhwal, sconfiggendo il sovrano locale ed espellendolo da Srinagar, allora capitale dello stato. Dopo aver governato per alcuni anni concesse il regno ad un bramino.

### Invasione nepalese e sua sconfitta
Nell'ultima parte del XVIII secolo il potere del regno di Kumaon iniziò a declinare, quando il principe Mahendra Chand non fu in grado di amministrare correttamente il suo paese, gestendo in maniera insufficiente i conflitti con i regni vicini, le calamità naturali, gli intrighi di corte e i dissensi interni al regno.
Cogliendo quest'opportunità, i Gurhkha invasero Kumaon nel 1791. L'esercito gorkha guidato dai comandanti Bahadur shah, Kazi Jagjit Pande, Amar Singh Thapa e Sur Singh Thapa attaccò Kumaon da Doti. Un reggimento si portò a Sor, mentre un altro catturò Visung. Quando la notizia dell'invasione raggiunse Almora,  Mahendra Chand richiamò le sue truppe e con un contingente si mosse verso Gangoli.
Amar Singh Thapa con le sue truppe attaccò il contingente dei kumaoni ma venne sconfitto e dovette fuggire; alcune ore dopo però tornò con un grande esercito e una migliore preparazione tattica, circondando Kumaon da tutte le direzioni. Mahendra Chand avendo saputo della sconfitta di suo zio Lal Singh si innervosì e fuggì, e i gorkha catturarono Almora e Kumaon annettendoli al regno del Nepal.
Il governo dei gorkha su Kumaon durò per 24 anni e fu descritto da diversi testi come "crudele e oppressivo". L'unico miglioramento dell'epoca fu la strada che collegava il fiume Sharda con Srinagar, passante per Almora.

### La provincia di Kumaon
I Gorkha vennero sconfitti dalla Compagnia britannica delle Indie orientali nel corso della guerra anglo-nepalese, venendo costretti a cedere il Kumaon agli inglesi sulla base delle disposizioni del trattato di Sugauli del 1816. La regione di Kumaon venne unita alla metà orientale della regione del Garhwal e venne governata da un commissario capo britannico. Nei settanta anni successivi fu governata da tre amministratori, Traill, J. H. Batten e Sir Henry Ramsay. I britannici crearono una piccola unità amministrativa per governare la regione, conosciuta come Patwari Halka.

### Governanti
I sovrani di Kumaon avevano tradizionalmente il titolo di re, che in epoca moderna divenne maharaja.

#### Re

##### Dinastia Katyuri
- Vasu Dev (700–849)
- Basantana Dev (850–870)
- Kharpar Dev (870–880)
- Abhiraj Dev (880–890)
- Tribhuvanraj Dev (890–900)
- Nimbarta Dev (900–915)
- Istanga (915–930)
- Lalitasura Dev (930–955)
- Bhu Dev (955–970)
- Salonaditya (970–985)
- Ichchhata Dev (985–1000)
- Deshat Dev (1000–1015)
- Padmata Dev (1015–1045)
- Subhiksharaja Dev (1045–1060)
- Dham Dev (1060–1064)
- Bir Dev (Breve periodo sino al 1065)

##### Dinastia Chand
- Vir Chand	1065–1080
- Rup Chand	1080–1093
- Laxmi Chand	1093–1113
- Dharm Chand	1113–1121
- Karm Chand	1121–1140
- Ballal Chand	1140–1149
- Nami Chand	1149–1170
- Nar Chand	1170–1177
- Nanaki Chand	1177–1195
- Ram Chand	1195–1205
- Bhishm Chand	1205–1226
- Megh Chand	1226–1233
- Dhyan Chand	1233–1251
- Parvat Chand	1251–1261
- Thor Chand	1261–1275
- Kalyan Chand II	1275–1296
- Trilok Chand	1296–1303
- Damaru Chand	1303–1321
- Dharm Chand	1321–1344
- Abhay Chand	1344–1374
- Garur Gyan Chand	1374–1419
- Harihar Chand	1419–1420
- Udyan Chand	1420–1421
- Atma Chand II	1421–1422
- Hari Chand II	1422–1423
- Vikram Chand	1423–1437
- Bharati Chand	1437–1450
- Ratna Chand	1450–1488
- Kirti Chand	1488–1503
- Pratap Chand	1503–1517
- Tara Chand	1517–1533
- Manik Chand	1533–1542
- Kalyan Chand III	1542–1551
- Purna Chand	1551–1555
- Bhishm Chand	1555–1560
- Balo Kalyan Chand	1560–1568
- Rudra Chand	1568–1597
- Laxmi Chand	1597–1621
- Dilip Chand	1621–1624
- Vijay Chand	1624–1625
- Trimal Chand	1625–1638
- Baz Bahadur Chand	1638–1678
- Udyot Chand	1678–1698
- Gyan Chand	1698–1708
- Jagat Chand	1708–1720
- Devi Chand	1720–1726
- Ajit Chand	1726–1729
- Kalyan Chand V	1729–1747
- Deep Chand	1747–1777
- Mohan Chand	1777–1779
- Pradyumn Chand	1779–1786
- Mohan Chand	1786–1788
- Shiv Chand	1788
- Mahendra Chand	1788–1790